# Bargo
Bargo es una aldea  española situada en la parroquia de Tojosoutos en el municipio de Lousame (provincia de La Coruña, Galicia).
En 2021 tenía una población de 21 habitantes (11 hombres y 10 mujeres). Situada a 444 metros sobre el nivel del mar, es la localidad a mayor altitud del municipio y también la situada más al norte. Dista 11,4 kilómetros de la cabecera municipal y las localidades más cercanas son Sabugueiro y Fontefría. 